# Godwin Okpara
Godwin Okpara (Ogbaku, 20 de setembro de 1972) é um ex-futebolista profissional nigeriano, com o posto de defesa central. Ele encontra-se actualemente encarcerado em França por motivo de violação de menor.

## Carreira
Okpara representou a Seleção Nigeriana de Futebol, nas Olimpíadas de 2000 e a Copa do Mundo de 1998. 